# Saison 2016 des Dodgers de Los Angeles
La saison 2016 des Dodgers de Los Angeles est la 134e saison en Ligue majeure de baseball pour cette franchise, la 125e en Ligue nationale et la 59e depuis le transfert des Dodgers de Brooklyn vers Los Angeles. Elle débute le 4 avril 2016.

## Contexte
En 2015, les Dodgers terminent au premier rang de leur division pour la troisième année de suite, fait inédit dans leur histoire. Malgré deux défaites de plus que la saison précédente, leurs 92 victoires contre 70 revers sont largement suffisantes pour devancer les Giants de San Francisco, laissés 8 matchs derrière dans la division Ouest de la Ligue nationale. Pour la seconde année de suite, le parcours des Dodgers en séries éliminatoires est interrompu dès la Série de divisions, où ils sont à l'automne 2015 éliminés par les Mets de New York.

## Calendrier pré-saison
L'entraînement de printemps 2016 des Dodgers se déroule du 3 mars au 2 avril.

## Saison régulière
La saison régulière de 162 matchs des Dodgers débute le 4 avril 2016 par une visite aux Padres de San Diego et se termine le 2 octobre suivant. Le premier match de l'année joué au Dodger Stadium de Los Angeles est le 12 avril contre les Diamondbacks de l'Arizona.

### Classement
| Ligue nationale division Ouest | V  | D  | %    | Diff. | Diff. (séries) |
| ------------------------------ | -- | -- | ---- | ----- | -------------- |
| Dodgers de Los Angeles         | 91 | 71 | ,562 | -     | -              |
| Giants de San Francisco        | 87 | 75 | ,537 | 4     | -              |
| Rockies du Colorado            | 75 | 87 | ,463 | 16    | 12             |
| Diamondbacks de l'Arizona      | 69 | 93 | ,426 | 22    | 18             |
| Padres de San Diego            | 68 | 94 | ,420 | 23    | 19             |

### Avril
- 4 avril : Les Dodgers remportent le blanchissage le plus décisif jamais vu lors du match d'ouverture d'une saison, leur succès de 15-0 sur les Padres, à San Diego, éclipsant l'ancienne marque de 14-0 par les Pirates de Pittsburgh sur les Reds de Cincinnati en lever de rideau de la saison 1911[7].
- 6 avril : Forts de victoires de 15-0, 3-0 et 7-0 à San Diego[8], les Dodgers deviennent la seconde équipe après les Cardinals de Saint-Louis de 1963 à gagner par jeu blanc les 3 premiers matchs de leur saison[9].
- 7 avril : La série de manches consécutives sans accorder de point pour amorcer une saison s'arrête à 31, les Dodgers cédant face aux Giants de San Francisco à une manche du record de 32 établi en début de saison 1963 par les Cardinals de Saint-Louis[10].
- 8 avril : À San Francisco face aux Giants, Ross Stripling des Dodgers termine son premier match dans les majeures sans aucun point ni coup sûr accordé en 7 manches et un tiers lancées[11].

### Statistiques

#### Batteurs
| Rang | Joueur          | Poste | Home Runs |
| ---- | --------------- | ----- | --------- |
| 1    | Justin Turner   | 3B    | 27        |
| 1    | Yasmani Grandal | C     | 27        |
| 3    | Corey Seager    | SS    | 26        |

| Rang | Joueur          | Poste | RBIs |
| ---- | --------------- | ----- | ---- |
| 1    | Justin Turner   | 3B    | 90   |
| 1    | Adrian Gonzalez | 1B    | 90   |
| 3    | Yasmani Grandal | C     | 72   |
| 3    | Corey Seager    | SS    | 72   |

| Rang | Joueur        | Poste | Points |
| ---- | ------------- | ----- | ------ |
| 1    | Corey Seager  | SS    | 105    |
| 2    | Justin Turner | 3B    | 79     |
| 2    | Chase Utley   | 2B    | 79     |

| Rang | Joueur          | Poste | Bases volées |
| ---- | --------------- | ----- | ------------ |
| 1    | Howie Kendrick  | LF    | 10           |
| 2    | Joc Pederson    | CF    | 6            |
| 3    | Yasiel Puig     | RF    | 5            |
| 3    | Trayce Thompson | OF    | 5            |

#### Lanceurs
| Rang | Joueur          | Poste | Victoires |
| ---- | --------------- | ----- | --------- |
| 1    | Kenta Maeda     | SP    | 16        |
| 2    | Clayton Kershaw | SP    | 12        |
| 3    | Scott Kazmir    | SP    | 10        |

## Effectif

### Receveurs
| Joueur          | MJ  | R  | HR | RBI | SB | OPS  | WAR  |
| --------------- | --- | -- | -- | --- | -- | ---- | ---- |
| Yasmani Grandal | 126 | 49 | 27 | 72  | 1  | .816 | 2,9  |
| Carlos Ruiz     | 14  | 3  | 0  | 3   | 0  | .683 | 0,2  |
| A.J. Ellis      | 53  | 8  | 1  | 13  | 1  | .537 | -0,2 |
| Austin Barnes   | 21  | 3  | 0  | 2   | 0  | .458 | -0,2 |

### Champ Intérieur
| Joueur          | MJ  | R   | HR | RBI | SB | OPS  | WAR  |
| --------------- | --- | --- | -- | --- | -- | ---- | ---- |
| Adrian Gonzalez | 156 | 69  | 18 | 90  | 0  | .784 | 2,1  |
| Justin Turner   | 151 | 79  | 27 | 90  | 4  | .832 | 5,0  |
| Chase Utley     | 138 | 79  | 14 | 52  | 2  | .716 | 2,1  |
| Corey Seager    | 157 | 105 | 26 | 72  | 3  | .877 | 6,1  |
| Chris Taylor    | 34  | 8   | 1  | 7   | 0  | .620 | -0,1 |
| Scott Van Slyke | 52  | 10  | 1  | 7   | 1  | .606 | -0.2 |

### Champ extérieur
| Joueur          | MJ  | R  | HR | RBI | SB | OPS  | WAR  |
| --------------- | --- | -- | -- | --- | -- | ---- | ---- |
| Howie Kendrick  | 146 | 65 | 8  | 40  | 10 | .691 | 0,5  |
| Carl Crawford   | 30  | 8  | 0  | 6   | 0  | .464 | -1,0 |
| Joc Pederson    | 137 | 64 | 25 | 68  | 6  | .847 | 3,4  |
| Yasiel Puig     | 104 | 45 | 11 | 45  | 5  | .740 | 1,4  |
| Josh Reddick    | 47  | 20 | 2  | 9   | 3  | .643 | 0,2  |
| Andrew Toles    | 48  | 19 | 3  | 16  | 1  | .870 | 1,4  |
| Kike Hernandez  | 109 | 25 | 7  | 18  | 2  | .607 | 0,1  |
| Trayce Thompson | 80  | 31 | 13 | 32  | 5  | .738 | 0,9  |

### Lanceurs partants
| Joueur           | MJ | V  | SO  | ERA  | WHIP |
| ---------------- | -- | -- | --- | ---- | ---- |
| Kenta Maeda      | 32 | 16 | 179 | 3,48 | 1,14 |
| Clayton Kershaw  | 21 | 12 | 172 | 1,69 | 0,72 |
| Scott Kazmir     | 26 | 10 | 134 | 4,56 | 1,36 |
| Ross Stripling   | 22 | 5  | 74  | 3,96 | 1,26 |
| Julio Urias      | 18 | 5  | 84  | 3,39 | 1,45 |
| Alex Wood        | 14 | 1  | 66  | 3,73 | 1,26 |
| Bud Norris       | 13 | 3  | 42  | 6,54 | 1,62 |
| Brandon McCarthy | 10 | 2  | 44  | 4,95 | 1,37 |
| Rich Hill        | 6  | 3  | 39  | 1,83 | 0,79 |

### Lanceurs de relève
| Joueur          | MJ | V | S  | SO  | ERA  | WHIP |
| --------------- | -- | - | -- | --- | ---- | ---- |
| Kenley Jansen   | 71 | 3 | 47 | 104 | 1,83 | 0,67 |
| Joe Blanton     | 75 | 7 | 0  | 80  | 2,48 | 1,01 |
| Pedro Baez      | 73 | 3 | 0  | 83  | 3,04 | 1,00 |
| J.P. Howell     | 64 | 1 | 0  | 44  | 4,09 | 1,40 |
| Louis Coleman   | 61 | 2 | 0  | 45  | 4,69 | 1,44 |
| Adam Liberatore | 58 | 2 | 0  | 47  | 3,38 | 1,19 |
| Chris Hatcher   | 37 | 5 | 0  | 43  | 5,53 | 1,50 |

## Affiliations en ligues mineures
| Niveau            | Équipe                           | Ligue                         |
| ----------------- | -------------------------------- | ----------------------------- |
| AAA               | Dodgers d'Oklahoma City          | Ligue de la côte du Pacifique |
| AA                | Drillers de Tulsa                | Texas League                  |
| A-Advanced        | Quakes de Rancho Cucamonga       | California League             |
| A                 | Great Lakes Loons                | Midwest League                |
| Ligue des recrues | Raptors d'Ogden                  | Pioneer League                |
| Ligue des recrues | Dodgers de la Ligue de l'Arizona | Ligue de l'Arizona            |
| Ligue des recrues | DSL Dodgers                      | Dominican Summer League       |